# Bowling Green (Maryland)
Bowling Green es un lugar designado por el censo ubicado en el condado de Allegany en el estado estadounidense de Maryland. En el Censo de 2010 tenía una población de 1.077 habitantes y una densidad poblacional de 432,26 personas por km².

## Geografía
Bowling Green se encuentra ubicado en las coordenadas 39°37′38″N 78°48′18″O / 39.62722, -78.80500. Según la Oficina del Censo de los Estados Unidos, Bowling Green tiene una superficie total de 2.49 km², de la cual 2.49 km² corresponden a tierra firme y (0%) 0 km² es agua.

## Demografía
Según el censo de 2010, había 1.077 personas residiendo en Bowling Green. La densidad de población era de 432,26 hab./km². De los 1.077 habitantes, Bowling Green estaba compuesto por el 94.34% blancos, el 2.04% eran afroamericanos, el 0.19% eran amerindios, el 0.28% eran asiáticos, el 0.09% eran isleños del Pacífico, el 0.46% eran de otras razas y el 2.6% pertenecían a dos o más razas. Del total de la población el 0.84% eran hispanos o latinos de cualquier raza.